# Непорент
Непорент (пол. Nieporęt) — село в Польщі, у гміні Непорент Леґьоновського повіту Мазовецького воєводства.
Населення — 3489 осіб (2011).

## Демографія
Демографічна структура станом на 31 березня 2011 року:
|          | Загалом | Допрацездатний вік | Працездатний вік | Постпрацездатний вік |
| -------- | ------- | ------------------ | ---------------- | -------------------- |
| Чоловіки | 1676    | 348                | 1135             | 193                  |
| Жінки    | 1813    | 376                | 1083             | 354                  |
| Разом    | 3489    | 724                | 2218             | 547                  |